# Hugh Iorys Hughes
Pour les articles homonymes, voir Hughes.
Hugh Iorys Hughes, né le 16 avril 1902 à Bangor, au Pays de Galles, et mort en septembre 1977 à Colchester, dans l'Essex, est un ingénieur en génie civil qui a conçu le principe du port Mulberry, structure portuaire préfabriquée mise en œuvre en juin 1944 pour le débarquement de l'Opération Overlord.
Ce Gallois du Nord discret conçoit en 1942 à Conwy Morfa (cy) les plans d'un port artificiel transportable. Ce n'est toutefois pas son prototype qui est retenu mais celui d'un ingénieur de l'armée, Alain Beckett (en).

## A l'initiative
Passionné de nautisme, Hughes travaille comme ingénieur civil à Londres quand en 1942 il soumet au Bureau de la Guerre un projet de construction d'une digue à partir de caissons de béton immergés. L'idée du béton préfabriqué est dans l'air du temps et l'ingénieur civil Guy Maunsell avait déjà soumis en 1940 au même Bureau de la Guerre un projet de port artificiel, sans suite. Le document de Hugh Iorys Hughes serait resté ignoré si son frère, Alain Sior Hughes, alors commandant d'une unité de volontaires de la Marine de réserve britannique, ne l'avait soumis à l'état major. 
Le 30 mai 1942, le premier ministre Winston Churchill, qui avait en 1917 élaboré un plan de conquête des îles frisonnes de Borkum et Sylt dans lequel il était prévu d'immerger des caissons remplis de sables pour servir de brise-lames, rédige un mémoire intitulé Jetées à utiliser sur les plages. La réalisation de prototypes à Gare Loch, dans l'estuaire de la Clyde, est confiée au général de brigade du génie Bruce White (en) sous la direction du général de division D. J. Mac Mullen. Trois projets sont retenus.

## Hippo et Crocodile
Ronald. M. Hamilton, ingénieur du Département du développement d'armes diverses (en), conçoit et réalise un système flottant, souple et portable, fait de toiles tendues par des câbles d'acier, le « Rouleau suisse ». Le système concurrent du major Alain Beckett (en) est un ensemble de pontons flottants entre lesquels sont jetés des axes articulés qui servent de ponts. Cette chaussée émergente est surnommée « Baleine ».
Hughes, lui, conçoit un système combinant des caissons en béton flottant, qui seront immergés et posés sur le fond de la mer, et des ponts en acier de type Eiffel, qui seront jetés entre les parties des piles de béton restées au dessus du niveau de la mer. Les caissons servant de piles sont baptisés Hippo et les structures d'acier servant de pont, Crocodile. C'est encore Hughes qui en supervise la construction. Celle ci se fait à Conwy Morfa (cy). Hughes est un enfant de Conwy.

## L'échec
Les éléments « Hippo » et « Crocodile » sont remorqués jusqu'à Garlieston (en), dans le comté de Wigton, en Écosse, où le système est installé et testé. Au cours d"une tempête, le sol marin autour des unités « Hippo » est raviné et celles ci s'inclinent, rendant inutilisables les rampes « Crocodile ». La même tempête emporte le « Rouleau suisse ». C'est la chaussée « Baleine » qui est retenue pour réaliser ce qui sera appelé un port Mulberry.
En juin 1943, le Bureau de la Guerre met en place un comité d'ingénieurs pour superviser la conception des ports artificiels et orienter le choix des équipements. Maunsell ni Hughes n'en sont,.

## Postérité
L'une des unités Hippo de Hughes est restée en place dans la baie de Rigg au large de Garlieston (en) jusqu'à ce qu'une tempête, le 16 mars 2006, ne l'emporte.
Les cendres de Hughes ont été répandues dans le détroit de Menai. Une plaque bleue a été accrochée à la façade de la maison où il vécut avec sa famille, à Bangor. Cette maison sert désormais d'hébergement pour les étudiants de l'université de Bangor. Une autre plaque commémorative a été dévoilée en son honneur au musée d'Arromanches.

## Sources
1. ↑  Engineering Timelines - Guy Maunsell: World War II Sea Forts and Harbours
2. ↑  (en) « The Mulberry  Harbours Normandy France », sur combinedops.com (consulté le 19 avril 2023).
3. ↑  BBC - Coast Cardigan Bay to the Dee
4. ↑  Conwy Port Mulberry
5. ↑  BBC - La côte et la Baie de Cardigan
6. ↑  War Office, Artificial Harbours - from the papers of Sir Bruce White
7. ↑  Register of Engineers and Transport Executives Available to Advise the War Dept - from the papers of Sir Bruce White
8. ↑  Geograph photo of the Rigg Bay Hippo